# Maciej Gajos
Maciej Gajos (Blachownia, 19 marzo 1991) è un calciatore polacco, centrocampista del Wieczysta Cracovia.

## Carriera
Ha giocato nella prima divisione dei campionati polacco ed indonesiano.

## Palmarès

### Club

#### Competizioni nazionali
- Supercoppa di Polonia: 2

Lech Poznań: 2016
Lechia Danzica: 2019